# バイオレメディエーション
バイオレメディエーション（英: bioremediation）は、微生物や菌類や植物、あるいはそれらの酵素を用いて、有害物質で汚染された自然環境（土壌汚染の状態）を、有害物質を含まない元の状態に戻す処理のことである。生物学的環境修復（せいぶつがくてきかんきょうしゅうふく）とも呼ばれる。

## 例
バイオレメディエーションの典型例は、劣化した有機塩素化合物のような特定の土壌汚染物質を、微生物によって処理するような場合である。より一般的なアプローチの例としては、重油等で汚染された土地や海岸などにおいて、その土地に常在する、または外来のバクテリアによる重油の分解を促進させるため、窒素や硫黄肥料を施用することにより、 油流出の浄化を図るような場合がある。
現在実用化しているもので最もよく知られているのは下水処理場での活性汚泥法であり、日本での公共下水処理施設の多くがこの技術で排水を処理している。

## 適用
自然界で作用しているバイオレメディエーションとファイトレメディエーションは何世紀にも渡り利用されてきた。例えばファイトレメディエーションによる農地の塩分除去などは古くから行われてきた方法である。 微生物を用いたバイオレメディエーション技術はGeorge M. Robinsonにより初めて包括的に紹介された。彼はカリフォルニア州サンタマリアの石油エンジニア助手であった。彼は1960年代の空き時間を汚らしい壺や様々な微生物の混合物と過ごした。
現在、バイオレメディエーションは土壌・地下水汚染の対策技術として取り上げられることが多い。土壌・地下水汚染対策としてのバイオレメディエーションは「バイオスティミュレーション」と「バイオオーグメンテーション」に分けられる。
バイオスティミュレーションとは汚染場所の土着微生物に酸素や栄養源を与えることで、微生物の働きを活性化させ、浄化作用を促す方法である。
バイオオーグメンテーションとは対象汚染物質の分解に効果を発揮することが予め確認されている微生物（バイオ製剤）を汚染場所に適用する方法である。バイオスティミュレーションと比較して工期が短くなることも多く、且つ浄化精度も高いことから現在日本をはじめ世界各国で使用されている。ただし、生態系への影響が懸念されることも多く、自然界に生息する微生物の培養が重要であると捉えられている。
バイオレメディエーション技術の工法は一般に現場型と 施設型に分類できる。現場型バイオレメディエーションは、その場所における汚染された物質の処理を指し、原位置浄化と呼ばれる。一方、施設型は別の場所で処理するために汚染された物質を除去するものを指す。バイオレメディエーション技術の例としてはバイオベンティング、landfarming、バイオリアクター、堆肥化、bioaugmentation、ファイトレメディエーション、biostimulationなどがある。
しかし、全ての汚染物質が微生物を用いたバイオレメディエーションによって容易に処理できるわけではない。 例えば、カドミウムや鉛のような重金属は微生物によって容易には吸収されたり捕捉されたりしない。水銀のような金属の食物連鎖への混入は事態を悪化させる。多くの植物はそれらの毒物を地上部に生物濃縮することができ、それらは収穫によって除去できるため、ファイトレメディエーションはそのような状況で役立つ。収穫された植物体内の重金属は、燃焼で灰の形にすることにより、さらに濃縮できる。
真菌類を利用するバイオレメディエーションの手法をマイコレメディエーションと言う。

## 遺伝子工学的アプローチ
バイオレメディエーションに特に役立つような微生物の作出に遺伝子工学を利用することは、大きな可能性を秘めている。 Deinococcus radiodurans（知られている中で最も放射能耐性の高い微生物）というバクテリアは、放射能の高い核廃棄物からトルエンや水銀イオンを吸収し消化するように改良されてきた。

## 利点
バイオレメディエーションには、掘削なしにはアクセス不能な区域に採用できる多くのコスト上および効率上の利点がある。 例えば、炭化水素（とりわけ石油）の漏出やある種の塩素系溶剤が地下水を汚染する場合があり、適切な電子受容体あるいは電子供与体改良剤の導入は、順化に要する一定のタイムラグの後、汚染物質濃度をかなり減少させうる。これは掘削とその後の別の場所への投棄や焼却処理やその他の「施設型」処理法に比べはるかに安上がりであり、炭化水素が地下水を汚染した場所で一般的に行われている「汲み上げ処理」の必要性を大きく下げる。

## バイオレメディエーションのモニタリング
バイオレメディエーションの進行状況は土壌や地下水の「酸化還元電位 (redox)」やpH、温度、DOまたは酸素濃度、電子受容体/供与体濃度、分解生成物（例、二酸化炭素）などを測定することにより間接的に監視できる。下の表は生物学的分解速度と酸化還元電位の関係を示している。
| 過程              | 反応                             | 酸化還元電位 (Eh in mV) |
| ----------------- | -------------------------------- | ----------------------- |
| 好気              | O2 + 4e- + 4H+ → 2H2O            | 600 — 400               |
| 嫌気              |                                  |                         |
| 脱窒              | 2NO3- + 10e- + 12H+ → N2 + 6H2O  | 500 — 200               |
| 第4マンガンの還元 | MnO2 + 2e- + 4H+ → Mn2+ + 2H2O   | 400 — 200               |
| 第3鉄の還元       | Fe(OH)3 + e- + 3H+ → Fe2+ + 3H2O | 300 — 100               |
| 硫黄の還元        | SO42- +8e- +10H+ → H2S + 4H2O    | 0 — -150                |
| 発酵              | 2CH2O → CO2 + CH4                | -150 — -220             |

ある場所においてそれ自体は修復の進行状況についてほとんど情報を与えない。
1. 汚染された場所およびその周囲で、酸化還元電位の等値線を引くのに十分な数のサンプルをとる必要がある。等値線はふつうクリッギング内挿などができる特殊なソフトウェアを用いて作成される。
2. もし酸化還元電位の全ての測定値が電子受容体が使い果たされていることを示していたら、微生物の全活動が実質的に完了していることを意味している。汚染物質の濃度とその分解生成物が環境基準を下回っているかどうかを判定するには化学分析もまた求められる。
3. 微生物が活性化しているかどうかはATP分析や酸素消費量等を調べる。

## 題材としたフィクション
風の谷のナウシカ作中に登場する「腐海」は、バイオレメディエーションのために誕生したものである。漫画版では人為的に作り出されたと明かされるが、映画版では起源について触れられていない。
太陽の黙示録建国編にて登場。「不死鳥（フェニックス）」という微生物で火山灰で酸性化した関東地方の土壌を浄化し農耕適地に改良する。
クレオパトラD.C.エピソード「ライジング・コネクション」において、穀物の遺伝子を変容させ、バイオハザードを起こすためのウィルスが散布されたが、副作用として土中の重金属等を浄化する作用があった。

## 引用文献
本項の初版は英語版Bioremediation(02:20, 7 November 2006の版）の翻訳を主として作成。
1. ↑  Lovley, DR (2003). “Cleaning up with genomics: applying molecular biology to bioremediation”. NATURE REVIEWS. MICROBIOLOGY. 1 (1):  35–44. PMID 15040178.
2. ↑  Brim H, McFarlan SC, Fredrickson JK, Minton KW, Zhai M, Wackett LP, Daly MJ (2000). “Engineering Deinococcus radiodurans for metal remediation in radioactive mixed waste environments”. NATURE BIOTECHNOLOGY 18 (1):  85–90. PMID 16645051.